# Japonia antică

## Preistorie

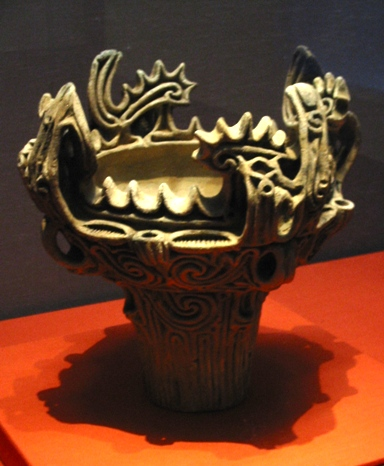
A Middle Jomon vessel (3000 to 2000 BC)

Preistoria este acea porțiune din trecutul uman care precede documentele scrise și poate fi cunoscută doar prin cercetarea arheologică. Era preistorică în Japonia începe în epoca pleistocen (era glaciară), când grupuri umane de pe continentul asiatic au ocupat pentru prima dată arhipelagul japonez, și durează până în primele secole ale erei noastre, când fapte din Japonia au început a fi menționate de către istoricii dinastiilor chineze. Perioadele pe care arheologii le folosesc, în mod tradițional, pentru a diviza istoria Japoniei, sunt subdiviziuni arbitrare ale trecutului țării, limitele acestor perioade fiind în mod frecvent schimbate de noile descoperiri arheologice.

## Perioada paleolitică (pre 8000 i.e.n.)
Perioada paleolitică (kyusekki jidai), numită de asemenea perioada preceramică, este caracterizată prin rămășițe materiale, în special unelte formate prin cioplirea pietrelor, datând dinainte de anul 10.000 î.e.n. În literatura de specialitate există o mare controversă referitoare la data când această epocă începe, adică, momentul în care oamenii au ocupat pentru prima dată insulele japoneze; sfârșitul acestei perioade fiind marcat de primele elemente de olărit neolitice. 
Factorii geologici și naturali formează un fundal important pentru studiul culturilor din pleistocenul japonez. În primul rând, ordonarea cronologică a rămășițelor din paleoliticul japonez se bazează pe informații referitoare la stratificația solului. În al doilea rând, schimbările climei și scăderea nivelului mării au alterat în mod dramatic aspectul și forma țării, fiind necesară astfel interpretarea dovezilor arheologice. De-a lungul pleistocenului târziu, insula Hokkaido (nordul Japoniei) era o continuare a câmpiei cu climă rece a Siberiei; pe când schimbarea climei era mai puțin simțită în sudul Japoniei. Scăderea nivelului mării a expus recifurile de pe coastele de vest ale Japoniei, formându-se astfel legături periodice, mai ales între anii 20.000-18.000 î.e.n., între peninsula Coreea și insula Kyushu (sudul Japoniei) precum și cu vestul insulei Honshu (centrul Japoniei). Diferența climaterică din aceste zone și faptul că erau legate cu diferite părți ale continentului asiatic a fost cauza pentru care în nordul și sudul Japoniei s-au format, de-a lungul paleoliticului, sfere de cultură separate.
Primele artefacte ale paleoliticului japonez au fost descoperite pentru prima dată de către arheologul amator Aizawa Tadahiro, în anul 1946. Începând cu această dată, în Japonia au fost descoperite mai mult de 1.000 de situri arheologice datând din pleistocen. Marea majoritate a acestor situri oferă doar o privire de ansamblu asupra perioadei, dar recent au fost descoperite câteva rămășițe arheologice care aduc noi elemente referitoare la această perioadă. Câteva situri au păstrat unelte din os sau rămășițe animale care pot ajuta la reconstruirea peisajului paleolitic, dar cu toate acestea se cunoaște prea puțin despre modul de viață al locuitorilor arhipelagului. Situri în care stratificarea solului din perioada paleolitică să fie clară, precum cel de la Nogawa din regiunea Kanto, sunt rare, fiind totodată dificilă datarea acestor situri prin metoda carbonului. Stabilirea cronologiei culturilor are, deci, tendința să se bazeze pe analiza detaliilor și a tipologiilor artefactelor din piatră atribuite acestei perioade. 
Denumirea de “paleolitic timpuriu” a fost dată unui mic număr de unelte neșlefuite, mai vechi de 30.000 de ani, unele dintre ele datând poate din ultima perioadă interglaciară (100.000-70.000 î.e.n.). Descoperite în Peștera Fukui și Sozudai din Kyushu, precum și în tumultul Kanto aparținând sitului Iwajuke și Hoshino (aflate în nordul câmpiei Kanto) aceste unelte neșlefuite au fost comparate cu cele descoperite în Zhoukoudian (Chou-k’ou-tien) și alte situri din nordul Chinei. “Poduri de pământ” scoase la iveală de scăderea nivelului mării ar fi putut permite contactul uman între China și Japonia, dar cercetătorii nu au căzut încă de acord asupra perioadei în care insulele japoneze au fost habitate pentru prima dată. Mulți arheologi japonezi și străini neagă vehement vechimea uneltelor, stabilită în primul rând prin asimilare cu cele de pe continentul asiatic. 
Rămășițele paleoliticului târziu (cca. 28.000 – cca. 10.000 î.e.n.) sunt în mod dramatic diferite de cele din paleoliticul timpuriu. Aproximativ după anul 28.000 î.e.n., se observă o creștere rapidă a numărului culturilor arheologice, timp în care uneltele din piatră din nordul Japoniei sunt fabricate folosind o nouă tehnică de șlefuire, bazată pe folosirea uneltelor ascuțite, asemănătoare celor folosite de către oamenii din Eurasia, în paleolitic. Însă mici diferențe există în tehnica de prelucrare a acestora, semnificația acestor diferențe fiind interpretată diferit de către oamenii de știință, rezultând păreri contrare referitoare la relațiile Japoniei cu continentul, în paleolitic. Una din teorii interpretează noul tip de unelte ca un produs al dezvoltării, propunând astfel ideea că Japonia a format o cultură aparte, cu toate că nu a fost izolată de continent. O altă școală de gândire vede această inovație, în domeniul fabricării uneltelor, ca o infuzie din exterior, prin legătura cu continentul. Au existat legături de netăgăduit între Hokkaido și Siberia, iar asemănările între artefacte sugerează că Japonia de sud a avut contacte cu zonele ce azi desemnează China de nord și Manciuria. În mod evident, a avut loc și o dezvoltare independentă de influențele exterioare, iar relativa sărăcie de date arheologice pentru regiunile continentale face dificil studiul asemănărilor dintre rămășițele materiale din arhipelag și cele de pe continent. 
Dacă înrudirea culturilor din paleoliticul japonez este neclară, tot la fel de puține lucruri se pot spune și despre modul de viață al oamenilor din această perioadă care au locuit pe teritoriul actual al Japoniei. Oamenii din paleolitic probabil au ocupat zone întinse pe coastele Japoniei, expuse de scăderea nivelului mării în timpul ultimei perioade din pleistocen. Oricum, nivelul de astăzi al mării a inundat aceste zone, rezumând accesul cercetătorilor numai la culturile arheologice care au supraviețuit până astăzi în zonele de câmpie și deal. Aceste culturi se pare că au fost create de mici grupuri migratoare care aveau diferite activități bazate în special pe vânătoare și cules. Uneltele de calitate din piatră erau schimbate cu altele de la mari distanțe; de exemplul roca vulcanică, obsidianul, care se găsea în prefectura Nagano a fost prelucrată de grupuri aflate la periferia Tokyo-ului de azi. Se pare că o caracteristică a acestei perioade a fost uniformitatea culturilor pe zone largi. 
Perioada paleolitică este, deci, caracterizată de trei elemente: scăderea nivelului mării și formarea de așezăminte pe coastele Japoniei, legătura dintre arhipelag și continent și perfecționarea uneltelor din piatră.

## Perioada Jōmon (cca. 8.000 î.e.n. – cca. 300 î.e.n.)
În perioada Jōmon (cca. 8.000 î.e.n. – cca. 300 î.e.n.) principalele ocupații sunt identificate cu vânătoarea și culesul, iar ca o caracteristică a arhipelagului japonez, utilizarea frecventă a resurselor marine. Din punct de vedere literal, numele acestei perioade provine din cuvintele jo=împletitură și mon=ornament.
Populația indigenă
Populația indigenă se numește ainu fiind azi pe cale de dispariție (au mai rămas cca. 20.000). Aceștia trăiesc azi în sudul insulei Sahalin, în arhipelagul Kurilelor și în nord-vestul insulei Hokkaido. Posedau o organizare socială patriarhală și poligamă și aveau o religie bazată pe cultul ursului. 
Originile civilizației japoneze
Originile civilizației japoneze  se pierd în negura timpului. 11 februarie 660 BC este considerată data tradițională când Japonia a fost fondată de împăratul Jimmu Tenno. Aceasta este numai versiunea istoriei japoneze datând de la primele înregistrări scrise din secolele al șaselea respectiv al optulea când țara a adoptat alfabetul chinez. În această perioadă mai mulți împărați se luptau pentru putere. Cu scopul de a-și legitima pretențiile la tron ei au comandat poeților de curte să scrie mai multe colecții de poeme în care pretindeau că au moștenit puterea direct de la zeița soarelui Amaterasu (care a rămas încă cea mai venerată zeița a panteonului șintoist), cu medierea nepotului ei Ninigi lui Jimmu Tenno, despre care se afirma că este unul dintre strămoșii familiei imperiale japoneze. Acest mit propagandistic a fost preluat de istoricii din secolul al XIX lea și a devenit un pilon fundamental al ideologiei naționaliste japoneze Kokutai.
Izvoare chineze mai credibile descriu o țară  "Wa" condusă de mai multe familii - fiecare având zeități proprii. Studii recente de antropologie arată că strămoșii japonezilor par să fi emigrat din Siberia ori Polinezia.

## Perioada Yayoi (cca. 300 î.e.n. – cca. 300 e.n.)
Perioada Yayoi (cca. 300 î.e.n. – cca. 300 e.n.) desemnează momentul în care agricultura ia o amploare deosebită, culminând cu apariția primelor forme de organizare politică în unele zone ale arhipelagului. Perioada a fost numită după situl arheologic din Tokyo, unde au fost descoperite pentru prima oară produsele olăritului japonez realizate cu roata olarului. Această perioadă este urmată de perioada Kofun sau Yamato (cca. 300-700), trecându-se astfel într-o nouă perioadă a istoriei, protoistoria.

## Perioada Kofun (Yamato) (cca. 300 - 552)
Apoximativ în anul 405, curtea japoneză a adoptat oficial sistemul de scriere chinezesc. În secolul al șaselea budismul a pătruns în țară adus de imigranți coreeni. Aceste două evenimente au revoluționat cultura japoneză și au marcat începutul unei lungi perioade de influență culturală chineză. De la stabilirea primei capitale la Nara (ulterior aceasta se va muta la Kyoto) în  710 până în 1867 împărații erei Yamato au domnit doar cu numele, aveau doar o valoare simbolică, căci puterea aparținea nobililor de la curte, regenților sau shogunilor (guvernatori militari ai provinciilor japoneze).